# Sidney Taberlay
Sidney Taberlay (Hobart, 22 de enero de 1980), conocido como Sid Taberlay, es un deportista australiano que compitió en ciclismo de montaña en la disciplina de campo a través. Ganó una medalla de plata en el Campeonato Mundial de Ciclismo de Montaña de 2001, en la prueba por relevos.

## Palmarés internacional
| Campeonato Mundial | Campeonato Mundial    | Campeonato Mundial | Campeonato Mundial         |
| Año                | Lugar                 | Medalla            | Competición                |
| ------------------ | --------------------- | ------------------ | -------------------------- |
| 2001               | Vail (Estados Unidos) | Medalla de plata   | Campo a través por relevos |